# Kontaktløs betaling
Kontaktløs betalings systemer er kredit- og debitkort, nøgleringe, chipkort og andre enheder, deriblandt smartphones og andre mobile enheder, der anvender radiofrekvens identifikation (RFID) eller nærfeltskommunikation (NFC) til at lave sikre betalinger. Den indlejrede chip og antenne gør det muligt for forbrugere at vifte deres kort, nøglering eller håndholdte enhed over en læser på betalingsterminalen.
I Danmark udkom der for første gang kontaktløse dankort den 12. august 2015. Disse anvender NFC-teknologi og har en sikkerhedsgrænse på 350 kroner. Det betyder at køb under 350 kroner kan gøres uden pin-kode, men ved køb over 350 kroner, vil man blive bedt om at indtaste sin pin-kode. Derudover kan man komme ud for alligevel at skulle indtaste sin pin-kode engang imellem, uanset beløbets størrelse; dette er blot en ekstra sikkerhedsforansaltning for at sikre at det er kortholderen der anvender kortet. Dankortet var dog ikke det første kontaktløse betalingskort i Danmark, da bankerne i omkring et år forinden har udsendt MasterCards med kontaktløs betaling.